# Ԝ
Ԝ, ԝ е буква от кирилицата. Използва се в ягнобския език, където обозначава звучна двубърнена приблизителна съгласна /β̞/. В миналото е използвана и в кюрдския език, където е обозначавала устнено-зъбна приблизителна съгласна /ʋ/. Предсталвява заемка от латиницата. Не трябва да се бърка с латинското W.

## Кодове
| Буква  | Уникод |
| ------ | ------ |
| Главна | U+04FE |
| Малка  | U+04FF |

В други кодировки буквата Ԝ отсъства.